# Derrick Grant
Pour les articles homonymes, voir Grant.
Pas d'image ? Cliquez ici

a Compétitions nationales et continentales officielles uniquement.

b Matchs officiels uniquement.
Derrick Grant, né le 19 avril 1938 à Hawick (Écosse) et mort le 10 novembre 2024, est un joueur international écossais de rugby à XV qui joue comme troisième ligne aile dans les années 1960.

## Biographie
Derrick Grant naît le 19 avril 1938 à Hawick en Écosse. Son frère ainé, Jack, a été sélectionné avec l'équipe d'Écosse de rugby à XV après la Seconde Guerre mondiale tandis que son autre frère, Oliver (en), compte six capes avec le XV du Chardon entre 1960 et 1964.
Il pratique lui aussi le rugby à XV et évolue au sein du club d'Hawick RFC au poste de troisième ligne aile à partir de l'âge précoce de 15 ans en 1953,.
Le 9 janvier 1965, il connaît sa première cape internationale avec l'équipe d'Écosse à l'occasion d'un match contre l'équipe de France, pendant le Tournoi des Cinq Nations. Il finit sa carrière internationale le 13 janvier 1968 contre l'équipe de France, également pendant le Tournoi des Cinq Nations. Il obtient un total de 14 sélections.
Durant sa carrière, il joue également avec les Barbarians à trois reprises entre 1965 et 1967 et il participe à la tournée 1966 des Lions britanniques et irlandais en disputant dix matchs mais aucun test match en raison d'une blessure,.
Forcé d'arrêté sa carrière de joueur en 1968, à l'âge de 27 ans, à la suite d'une commotion cérébrale subit lors de sa dernière cape internationale, il devient entraîneur d'Hawick RFC à partir de la saison 1971-1972. Puis, il est notamment l'adjoint de Jim et Colin Telfer en sélection écossaise en 1983 et 1984 avant d'en être le sélectionneur entre 1985 et 1988,.
Il meurt le 10 novembre 2024 à l'âge de 86 ans.

## Statistiques en équipe nationale
- 14 sélections
- Sélections par années : 3 en 1965, 5 en 1966, 5 en 1967, 1 en 1968
- Tournois des Cinq Nations disputés: 1965, 1966, 1967, 1968.